# Abapeba echinus
Abapeba echinus is een spinnensoort uit de familie van de loopspinnen (Corinnidae).
De wetenschappelijke naam van de soort werd in 1896 als Corinna echinus gepubliceerd door Eugène Simon.